# Oleg Salenko
Oleg Anatoljewicz Salenko, ros. Олег Анатольевич Саленко, ukr. Олег Анатолійович Саленко, Ołeh Anatolijowicz Sałenko (ur. 25 października 1969 w Leningradzie, ZSRR) – rosyjski piłkarz, grający na pozycji napastnika. Zmienił obywatelstwo ukraińskie na rosyjskie.

## Kariera piłkarska

### Kariera klubowa
Wychowanek Szkoły Piłkarskiej Smiena Leningrad (od 1979), skąd w 1985 trafił do Zenitu Leningrad. W 1989 przeszedł do Dynama Kijów, z którym zdobył Mistrzostwo ZSRR w 1990 oraz puchar ZSRR w 1990. W 1992 wyjechał występować za granicę, gdzie reprezentował barwy takich klubów jak Logroñés, Valencia CF, Rangers czy Istanbulspor. Z Rangers zdobył Mistrzostwo Szkocji w 1996. W sezonie 2000/2001 przeszedł do Pogoni Szczecin, w barwach której rozegrał tylko 18 minut w jednym spotkaniu (18 listopada 2000 przeciwko Stomilowi Olsztyn). W Pogoni zakończył swoją piłkarską karierę.

### Kariera reprezentacyjna
W 1988 zdobył wraz z reprezentacją ZSRR Mistrzostwo Europy U-18.
29 kwietnia 1992 zadebiutował w reprezentacji Ukrainy w spotkaniu towarzyskim z Węgrami przegranym 1:3. Został zmieniony w 59 minucie. To był jego jedyny mecz w reprezentacji Ukrainy. Później zmienił obywatelstwo ukraińskie na rosyjskie i od 1993 występował w reprezentacji Rosji. Znany był przede wszystkim z tego, że ustanowił na mistrzostwach świata w 1994 roku rekord liczby goli strzelonych w jednym meczu, zdobywając pięć bramek dla Rosji w wygranym 6-1 meczu z Kamerunem. Wcześniejszy rekord należał do reprezentanta Polski Ernesta Wilimowskiego z 1938 roku. Salenko zdobył również bramkę w przegranym 1-3 meczu ze Szwecją i z dorobkiem 6 goli wspólnie z Christo Stoiczkowem został Królem strzelców Mistrzostw świata 1994 (jest jedynym królem strzelców w historii mundialu, którego drużyna odpadła już po pierwszej rundzie). Jednak pomimo tego po mistrzostwach nie wystąpił już ani razu w reprezentacji Rosji.

## Kariera trenerska
Chociaż ma obywatelstwo rosyjskie nadal mieszka w Kijowie. Trenował reprezentację Ukrainy w piłce plażowej.

## Sukcesy i odznaczenia

### Sukcesy klubowe
- mistrz ZSRR: 1990
- brązowy medalista Mistrzostw ZSRR: 1989
- mistrz Szkocji: 1996
- zdobywca Pucharu ZSRR: 1990

### Sukcesy reprezentacyjne
- brązowy medalista Europy U-16: 1986
- mistrz Europy U-18: 1988

### Sukcesy indywidualne
- król strzelców Mistrzostw świata 1994: 6 goli
- król strzelców Mistrzostw świata U-20 1989: 5 goli

### Odznaczenia
- tytuł Mistrza Sportu ZSRR: 1989